# Montigny-devant-Sassey
Montigny-devant-Sassey är en kommun i departementet Meuse i regionen Grand Est (tidigare regionen Lorraine) i nordöstra Frankrike. Kommunen ligger i kantonen Dun-sur-Meuse som tillhör arrondissementet Verdun. År 2022 hade Montigny-devant-Sassey 131 invånare.

## Befolkningsutveckling
Antalet invånare i kommunen Montigny-devant-Sassey
| Referens: INSEE |